# AIM-97 Seekbat
L'AIM-97 Seekbat est un missile air-air développé aux États-Unis. À la suite de nombreux essais infructueux, il fut abandonné.

## Histoire
Au cours de la première moitié des années 1970, les États-Unis furent particulièrement préoccupés des impressionnantes capacités apparentes du MiG-25 Foxbat, un avion que l'on dit capable d'atteindre des vitesses supérieures à Mach 3 et capable d'emporter des missiles air-air à longue portée.
Il était couramment affirmé que le Foxbat était capable de surpasser avec aisance n'importe quel appareil américain ou allié, ce qui poussa les américains à lancer le programme qui contrerait cette potentielle menace : le chasseur de supériorité aérienne F-15. Afin d'équiper ce futur chasseur qui marquera l'histoire, l'US Air Force démarra successivement deux programmes d'armement, les missiles AIM-82 (à courte portée) et AIM-97.
Le premier était un missile de combat rapproché, devant remplacer l'AIM-9 Sidewinder, et le dernier devait être un nouveau missile longue-portée à haute-altitude, conçu spécifiquement dans la perspective de détruire le MiG. Son nom de « Seekbat » (« qui cherche les chauve-souris ») se réfère d'ailleurs au « bat » du terme désignant le MiG-25 auprès de l'OTAN : « Foxbat ».

## Développement et caractéristiques
Le Seekbat était basé sur le missile antiradar AGM-78 Standard ARM, doté pour l'occasion d'un propulseur plus puissant et utilisant une combinaison de guidages radar semi-actif-infrarouge pour atteindre sa cible. Son plafond opérationnel était de 80 000 ft,.
Les tirs de tests commencèrent à la fin de l'année 1972, mais le Seekbat ne fit jamais de formidables prouesses dans son domaine, et il fut abandonné en 1976. Au cours de ses tests, des missiles sol-air CIM-10 Bomarc furent utilisés comme cibles, devant simuler le vol à haute-altitude du MiG, mais l'emploi de ces missiles dans ce rôle ne fut pas réellement une bonne idée, car ils étaient obligés d'évoluer dans une enveloppe de vol qui n'était plus la leur.
En vol de croisière à haute-altitude, le Bomarc se retournait sur le dos et plongeait en piqué dès que son moteur commençait à manquer d'oxygène pour s'alimenter. Cette caractéristique de vol étrange était totalement inconnue des officiers du programme et perturbait de manière insurmontable les essais. En-effet, lorsque le Bomarc basculait sur le dos, ses ailes occultaient son moteur, ce qui causait un décrochage de l'autodirecteur à infrarouge du Seekbat, qui ne savait plus où trouver sa cible. Souvent, une-fois que le Bomarc lui était soudainement apparu « froid », le Seekbat commençait à foncer vers le soleil. À cause d'une incompréhension de ce phénomène de la part des ingénieurs, tous les efforts consacrés au développement et à l'amélioration de l'autodirecteur du missile furent complètement occultés par le défaut de fonctionnement du drone, pour lequel rien n'avait été fait. Chacun de ces missiles de test était construit et assemblé à la main et coûtait une petite fortune, ce qui causa rapidement des dépassements de budget.
Tous ces tests ratés, ajoutés aux capacités et rôles du MiG-25, menèrent à l'abandon du programme. Aux yeux du gouvernement américain, les coûts de développement du missile ne justifiaient plus son acquisition.